# Proleptus obtusus
Proleptus obtusus är en rundmaskart som beskrevs av Félix Dujardin 1845. Proleptus obtusus ingår i släktet Proleptus, och familjen Physalopteridae. Arten är reproducerande i Sverige.